# Vista Alegre (Terrassa)
Vista Alegre (de vegades ortografiat Vistalegre) és una urbanització de Terrassa, aproximadament a un quilòmetre al sud-oest de la ciutat, adscrita al districte 4 o de Ponent. Situada damunt la carretera C-243c, o carretera de Martorell, i per sota del torrent de la Noguera i de l'autopista C-16 Barcelona-Manresa, que la separa del barri de la Cogullada.
Ocupa una extensió de 0,21 km² i el 2021 tenia 105 habitants. La majoria dels habitatges hi són de segona residència.
Aquesta zona de la ciutat, on hi ha la casa de Vista Alegre i el mas de Can Rodó, ha donat nom també a la urbanització de Can Palet de Vista Alegre, situada més endavant sobre la mateixa carretera en direcció a Martorell.
Depèn de la parròquia de la Sagrada Família, a Ca n'Aurell.